# Rafał Górecki
Rafał Górecki (* 8. August 1982 in Warschau) ist ein  polnischer Snookerspieler.

## Karriere
Nachdem Rafał Górecki 1996 Polnischer U-16-Meister geworden war und den Titel ein Jahr später beim nun als U-15-Wettbewerb ausgetragenen Turnier erfolgreich verteidigen konnte, gelang ihm 1998 erstmals der Einzug ins Finale der Polnische Meisterschaft. In einem ausgeglichenen Endspiel unterlag er dem Vorjahresfinalisten Marek Derek mit 4:5. Im Mai 1998 schied Górecki bei seiner ersten Europameisterschafts-Teilnahme in der Vorrunde aus. Ein Jahr später erreichte er das Achtelfinale der U-19-EM und unterlag dort dem Iren Ian Smith. 2001 schied er bei seiner einzigen Teilnahme an der U-21-Weltmeisterschaft in der Vorrunde aus.
2002 wurde Górecki Polnischer Meister der U-21-Junioren. Im Oktober 2002 schied er bei seiner ersten Amateur-Weltmeisterschafts-Teilnahme in der Gruppenphase aus. Auch bei seiner zweiten WM-Teilnahme 2004 schied er in der Vorrunde aus. 2006 zog er zum zweiten Mal ins Finale der Polnischen Meisterschaft ein und unterlag dort Rafał Jewtuch mit 5:7. Im Juni 2008 erreichte er erstmals die Finalrunde der Europameisterschaft, bei der er in der Runde der letzten 32 gegen Lee Page verlor. Im Oktober 2008 nahm er als Wildcardspieler am dritten Turnier der World Series of Snooker 2008/09 teil und unterlag dort im Viertelfinale dem Iren Ken Doherty mit 0:4.
2011 schaffte Górecki bei der Polnischen Meisterschaft zum dritten Mal den Einzug ins Finale. Dort traf er auf Michał Zieliński, der zuvor zweimal in Folge den Titel gewonnen hatte, und konnte sich mit 7:4 durchsetzen. Im September 2011 nahm er erstmals an einem PTC-Turnier, dem Warsaw Classic teil, bei dem er durch einen 4:1-Sieg gegen den Engländer Kamil Zubrzycki die Runde der letzten 128 erreichte, in der er mit 0:4 gegen Judd Trump verlor. Bei den Gdynia Open 2014, seinem zweiten PTC-Turnier, schied er in der Vorrunde gegen seinen Landsmann Karol Lelek aus.

## Erfolge

### Finalteilnahmen
| Ausgang         | Jahr | Turnier                 | Finalgegner      | Ergebnis |
| --------------- | ---- | ----------------------- | ---------------- | -------- |
| Amateurturniere |      |                         |                  |          |
| Zweiter         | 1998 | Polnische Meisterschaft | Marek Derek      | 4:5      |
| Zweiter         | 2006 | Polnische Meisterschaft | Rafał Jewtuch    | 5:7      |
| Sieger          | 2011 | Polnische Meisterschaft | Michał Zieliński | 7:4      |

### Weitere Erfolge
| Polnischer U-16-Meister: | 1996 |
| Polnischer U-15-Meister: | 1997 |
| Polnischer U-21-Meister: | 2002 |